# Elephanteiland
Elephanteiland is een eiland dat deel uitmaakt van de Zuidelijke Shetlandeilanden gelegen in de Scotiazee en de Zuidelijke Oceaan dicht bij Grahamland op Antarctica. Het is onbewoond, bergachtig en grotendeels met ijs overkapt.
Het eiland werd vooral bekend als toevluchtsoord voor de bemanning van de Endurance, het expeditieschip van Ernest Shackleton dat tijdens zijn Endurance-expeditie in 1915 ingevroren raakte en na een maandenlange drift verpletterd werd door het ijs.

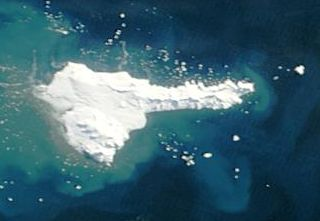

Bridgeman · Clarence · Cornwallis · Deception · Elephanteiland · Gibbs · Greenwich · Half Moon Island . King George · Livingston · Low · Nelson · Penguin · Robert · Rowett · Rugged · Smith · Snow